# Georgi Tsjitsjerin

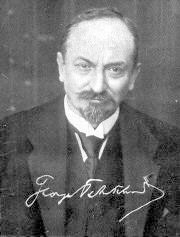
Georgi Tsjitsjerin

Georgi Vasiljevitsj Tsjitsjerin (Russisch: Георгий Васильевич Чичерин) (landgoed Karaoel, gouvernement Tambov, 24 november 1872 - Moskou, 8 juli 1936) was een Sovjet-Russische minister van Buitenlandse Zaken.
Tsjitserin, afkomstig uit de Russische adel, werd geboren in het toenmalige gouvernement Tambov. Sinds 1897 was hij werkzaam op het Russische ministerie van Buitenlandse Zaken. In 1904 sloot Tsjitsjerin zich aan bij de Russische Sociaal Democratische Arbeiderspartij (RSDAP). Hij emigreerde in datzelfde jaar nog naar West-Europa.
Toen in 1917 de Februarirevolutie uitbrak werd Tsjitsjerin door de Britten korte tijd gevangengehouden, doch hij kon datzelfde jaar nog terugkeren naar Rusland. De Oktoberrevolutie bracht de communisten aan de macht. Tsjitsjerin, lid van de RSDAP, na de Oktoberrevolutie bekend als de communistische partij, werd als opvolger van Leon Trotski benoemd tot minister van Buitenlandse Zaken (onder de door Trotski bedachte revolutionaire titel volkscommissaris).
Tsjitsjerin, een gematigd man, domineerde in de jaren twintig van de twintigste eeuw de buitenlandse politiek van de Sovjet-Unie. In 1922 sloot hij met Duitsland -de voormalige vijand uit de Eerste Wereldoorlog- het Verdrag van Rapallo.
Eind 1922 werd de Duitse graaf Von Brockdorff Rantzau door de Duitse regering aangesteld als ambassadeur. Evenals Tsjitsjerin streefde hij genormaliseerde betrekkingen na tussen Duitsland en de Sovjet-Unie. Tsjitsjerin, wiens gezondheid steeds slechter werd, droeg veel van zijn functies over aan Maksim Litvinov, die hem in 1930 opvolgde. In 1936 overleed hij.

## Werken
- De vrede van Versailles (1920)
- Twee jaar Buitenlandse politiek (1920)

- Bibliothèque nationale de France: cb12453919s (data)
- CiNii: DA04243048
- Gemeinsame Normdatei: 118666185
- International Standard Name Identifier: 0000 0000 8167 9238
- Library of Congress Control Number: n50054512
- Nationale Bibliotheek van Letland: 000167059
- Nationale Bibliotheek van Tsjechië: ola2002159075
- Nationale bibliotheek van Australië: 35803485
- Nationale Bibliotheek van Israël: 987007277664605171
- Nationale Bibliotheek van Polen: a0000002086758
- Nederlandse Thesaurus van Auteursnamen: 070385262
- LIBRIS: 105423
- Système universitaire de documentation: 033698449
- Trove: 1094533
- Virtual International Authority File: 95224384
- WorldCat: E39PBJgRQ9X67hQdqPyW3qXDbd